# 8729 Descour
8729 Descour este un asteroid din centura principală de asteroizi.

## Descriere
8729 Descour este un asteroid din centura principală de asteroizi. A fost descoperit pe 5 noiembrie 1996 la Kitt Peak National Observatory în cadrul proiectului Spacewatch. El prezintă o orbită caracterizată de o semiaxă mare de 2,42 ua, o excentricitate de 0,03 și o înclinație de 2,7° în raport cu ecliptica.